# アーロン・コノリー
アーロン・アンソニー・コノリー（Aaron Anthony Connolly, 2000年1月28日 - ）は、アイルランド・ゴールウェイ県ゴールウェイ出身のサッカー選手。レイトン・オリエントFC所属。ポジションはFW。アイルランド代表。

## クラブ経歴
地元ゴールウェイのチームでユース時代を過ごした後、2016年にブライトン・アンド・ホーヴ・アルビオンFCと契約。2016-17シーズンはU-18チームでプレーし、15試合3得点を記録。2017-18シーズンよりU-18チームに昇格。翌2018-19シーズンはU-23リーグで15試合11得点を記録したところで、2019年1月31日にブライトンと3年半の契約を締結し、EFLリーグ1 (3部リーグ) のルートン・タウンFCへのシーズン終了までのローン移籍に合意。2試合に出場した。
2019-20シーズンよりトップチームに昇格。2019年8月31日のマンチェスター・シティFC戦でプレミアリーグ初出場するも、0-4の完敗。しかし、10月5日のトッテナム・ホットスパーFC戦では、プロ初ゴールを含む2ゴールを決め、3-0の勝利に導いた。しかし、2021-22シーズンは出場機会が減少。
2022年1月2日、ミドルズブラFCへのローン移籍が発表された。
2022年7月14日、前のシーズンのリーグ成績によってセリエBに降格となっていたヴェネツィアFCにローンで加入することが発表された。
2023年1月6日、十分な出場機会を得られなかったためヴェネツィアのローンを予定よりも早く打ち切り、シーズン後半はハル・シティAFCにレンタル移籍することが発表された。2023年8月2日に完全移籍となり、1年契約を結んだ。
2024年9月24日、サンダーランドAFCに1年契約で移籍した。
2025年1月16日、ミルウォールFCに完全移籍で加入した。2月1日にホームで行われたクイーンズ・パーク・レンジャーズ戦で開始わずか30秒で先制点を挙げ、移籍後初ゴールを記録した。5月19日、クラブは契約満了のため6月に退団すると発表した。
2025年7月7日、EFLリーグ1のレイトン・オリエントFCに2年契約で移籍した。

## アイルランド代表
プロデビュー前の2016年に、U-17のアイルランド代表に招集され、その後も各ユース世代の代表でプレー。2019年には第47回トゥーロン国際大会にU-21代表で出場し、4位入賞を果たした。更に同年10月には、UEFA EURO 2020予選の対スイス戦とジョージアの代表メンバーに招集され、9日のジョージア戦でフル代表デビューを果たした。